# Novo Nordisk
 For alternative betydninger, se Novo Nordisk (flertydig). (Se også artikler, som begynder med Novo Nordisk)
Novo Nordisk A/S, uformelt blot Novo, er Danmarks største medicinalvirksomhed, der fremstiller insulin, GLP-1-analog, glucagon, blødermedicin, væksthormon og kønshormoner. Regnet på markedsværdi var Novo Nordisk i februar 2024 Europas største virksomhed. Novo Nordisk er noteret på Københavns Fondsbørs og er listet i OMX C25-indekset over de mest omsatte aktier med størst værdi.
Novo Nordisk har i alt over 74.000 ansatte i 80 lande og markedsfører sine produkter i 180 lande. I 2024 var Novo Nordisks omsætning 290 mia. kr., og overskuddet var 101 mia. kr.
Virksomhedens administrerende direktør har siden 7. august 2025 været østrigeren Mike Doustdar.

## Historie
Virksomheden er grundlagt i 1923 som Nordisk Insulinlaboratorium (senere Nordisk Gentofte A/S) af August Krogh, Marie Krogh, Hans Christian Hagedorn og August Kongsted. Senere i 1923 blev maskinmester Harald Pedersen ansat i Nordisk. Hans bror, Thorvald Pedersen, blev også ansat. Thorvald Pedersen og Hagedorn blev dog uenige, og i 1924 blev Thorvald fyret. Harald opsagde sin stilling, og de to brødre grundlagde deres egen virksomhed: Novo Terapeutisk Laboratorium (Senere Novo Industri A/S).
I 1989 fusionerede Novo Industri A/S (Novo Terapeutisk Laboratorium) og Nordisk Gentofte A/S (Nordisk Insulinlaboratorium) under navnet Novo Nordisk A/S, og blev verden største insulinproducent.
I 1994 blev selskabets it-aktiviteter flyttet ud i et selvstændigt selskab ved navn NNIT. Dette firma blev omdannet til et aktieselskab i 2004.
I 2000 blev Novozymes A/S oprettet som selvstændigt selskab.

## Ejerskab
Novo Nordisk er delvis fondsejet. Novo Nordisk Fonden ejer gennem sit helejede datterselskab, Novo Holdings A/S, 28,4 % af aktiekapitalen i Novo Nordisk i form af A- og B-aktier, og fonden kontrollerer 75,9 % af stemmerne. Novo Nordisk Fonden har også gennem Novo Holdings A/S tilsvarende ejerskab i en anden børsnoteret dansk virksomhed: Novozymes.
De største aktionærer i Novo Nordisk er: Novo Holdings A/S: 28,4 % aktier (75,9 % stemmer) og Capital Group: 10,1 % aktierne. Desuden ejer ATP en procentdel af aktierne.
Novo Nordisk ejer endvidere NNIT, et af Danmarks førende konsulenthuse inden for udvikling, implementering og drift af it-løsninger, samt NNE, rådgivende ingeniørvirksomhed inden for Pharma & Biotech.

## Novo Nordisks sites
Novo Nordisk har aktiviteter (sites) mange steder i Danmark, bl.a. i Bagsværd, Gentofte, Hillerød, Hjørring, Kalundborg, Måløv, Aalborg, Søborg og Værløse. De forskellige sites er bl.a. laboratorier, fabrikker og kontor- og mødelokaler. I 2016 skulle en ny bygning til 350 medarbejdere stå klar i Måløv, til en pris på omkring 750 mio. kr. I 2022 åbnes et byggeri til 800 mio. kr., og Danmarkshistoriens største investering, fabrikker til 42 mia kr planlægges færdig i 2027-2030, begge i Kalundborg, især til at producere Semaglutid.
Novo Nordisk har ligeledes datterselskabet Novo Nordisk Pharmatech A/S i Køge Nord.
Flere veje har relation til Novo Nordisk og dets historie: Hagedornsvej i Gentofte, Novo Nordisk Park i Måløv, Hallas Allé i Kalundborg, Novo Allé i Bagsværd og Brennum Park i Hillerød. Disse fem veje ligger på eller fører til Novos områder.
På adressen Novo Allé finder man en offentligt tilgængelig, naturpræget park, som er ejet og vedligeholdt af Novo Nordisk.
I resten af verden har virksomheden produktionssteder i Chartres (Frankrig), Montes Claros (Brasilien), Kaluga (Rusland), Clayton (North Carolina, USA) og Tianjin (Kina).
I februar 2024 oplyste Novo Nordisk, at man har købt tre eksisterende påfyldningsfabrikker i Italien, Belgien og Indiana, USA fra det amerikanske selskab Catalent for 76 mia. DKK.

## Ledelse

### Administrerende direktører
- 2025-nu: Mike Doustdar
- 2017-2025: Lars Fruergaard Jørgensen
- 2000-2016: Lars Rebien Sørensen
- 1981-2000: Mads Øvlisen

### Bestyrelse
Formanden for Novo Nordisks bestyrelse har siden 2018 været Helge Lund.
Medlemmer af bestyrelsen i 2025 er:
| Navn                                                 | Valgt første gang | Nationalitet              |
| ---------------------------------------------------- | ----------------- | ------------------------- |
| Helge Lund (formand)                                 | 2017              | Norge                     |
| Henrik Poulsen (næstformand)                         | 2021              | Danmark                   |
| Elisabeth Dahl Christensen (medarbejderrepræsentant) | 2022              | Danmark                   |
| Laurence Debroux                                     | 2019              | Frankrig                  |
| Andreas Fibig                                        | 2018              | Tyskland                  |
| Sylvie Grégoire                                      | 2015              | Canada og Amerika         |
| Liselotte Hyveled (medarbejderrepræsentant)          | 2022              | Danmark                   |
| Mette Bøjer Jensen (medarbejderrepræsentant)         | 2018              | Danmark                   |
| Kasim Kutay                                          | 2017              | Storbritannien            |
| Christina Law                                        | 2022              | Kina                      |
| Martin Mackay                                        | 2018              | Amerika og Storbritannien |
| Thomas Rantzau (medarbejderrepræsentant)             | 2018              | Danmark                   |

## Kontroverser

### Prisskandale
Fire insulinprodukter, Lantus, Humalog, Levemir og Novolog, dominerer det amerikanske insulinmarked, hvoraf de to sidstnævnte produceres af Novo Nordisk. Fra 2009-2019 er prisen på disse produkter tredoblet, uden at produktionsomkostningerne er steget tilsvarende, hvilket har medført, at flere amerikanere ikke har råd til den livsvigtige insulin.
Det har fået flere til at rejse kritik, herunder præsidentkandidat Bernie Sanders, som i 2016 sagde "People are dying or getting sicker because they can’t afford their insulin, just so Eli Lilly and Novo Nordisk can make outrageous profits".

### Olie-for-mad-skandalen i Irak under Saddam Husseins styre
Novo-Nordisk var med til at betale milliarder af dollars i ulovlige bidrag til Saddam Hussein under FN's olie-for-mad program. Programmet skulle sikre, at Irak solgte olie til gengæld for fødevarer og medicin til befolkningen, men ifølge den irakiske regering gik milliarder af dollars i stedet til diktatoren og hans folk.
I 2006 rejste Bagmandspolitiet sigtelse mod Novo Nordisk, i forbindelse med denne handel med irakiske myndigheder.
I 2009 erkendte Novo Nordisk den ulovlige bestikkelse. Mike Rulis, corporate vicepresident i Novo Nordisk, sagde Vi erkender, at der i 11 tilfælde er betalt returkommission på i alt 1,4 mio. dollar til den irakiske stats indkøbscentral, Kimadia, og at de omkostninger er fejlagtigt opgivet i vores regnskab".
Novo Nordisk indgik i den forbindelse et forlig med bagmandspolitiet, hvor de tilbagebetalte 30 millioner kr. Ligeledes havde de måneden for inden betalt 100 millioner kroner til det amerikanske børstilsyn, for at have brugt deres netværk, til de ulovlige aktiviteter.

### Kursmanipulationsskandale
I 2019 blev Novo Nordisk sagsøgt af en gruppe aktionærer for erstatning på 11,8 milliarder kroner, eftersom de mener at Novo Nordisk har begået kursmanipulation. Investorerne, der tæller pensionskasser og formueforvaltere, mener, at de har købt Novo Nordisk-aktier på et uoplyst grundlag, fordi de mener at Novo Nordisk har vildledt dem ved ikke at oplyse, hvor store rabatter, selskabet tilbød i USA. De vil derfor have erstatning for de tab, de har haft på aktier købt og solgt i en periode fra februar 2015 og to år frem.

### Svensk bestikkelses-skandale
De svenske myndigheder har efterforsket Novo Nordisks rolle i en svensk bestikkelsesskandale. Angiveligt har Novo Nordisk sponsoreret en tur til Sydafrika for knap 200 svenske læger og sygeplejersker, der i det daglige står for udskrivning af blandt andet medicin fra den danske medicinalgigant.
Den svenske statsadvokat Nils-Eric Schultz udtalte "Det er bestikkelse, hvis denne generøsitet skyldes, at selskaberne gerne vil påvirke lægerne til at skrive recepter ud for præcis det selskabs præperat".
Det er ikke første gang, at Sydafrika-turen har været undersøgt. I 2007 konkluderede det svenske Lægemiddelstyrelse, at turen havde karakter af »turistrejse«. Dengang vidnede svenske læger om, at Novo Nordisk tillod familiemedlemmer at komme med på turen. Lægerne berettede endvidere om, at Novo Nordisk tilbød rejsedeltagerne turist-udflugter såvel som muligheden for at blive i Sydafrika, efter kongressen var slut. Den svenske Lægemiddelstyrelse rettede efterfølgende en hård kritik af Novo Nordisk. Samtidig skulle Novo Nordisk betale en bøde på 80.000 svenske kroner, da medicinalkoncernen »havde handlet i strid med god opførsel inden for information om lægemidler«.

### Andre sager
- Novo Nordisk i USA er blevet anklaget for at have fortiet, at et produkt gav øget risiko for kræft. I 2007/2008 har 43 amerikanske kvinder, sagsøgt Novo Nordisk, da de mener at have udviklet brystkræft efter at have brugt hormonpræparaterne Activella eller Vagifem.[25]. Novo Nordisk har for deres produkter Activella og Vagifem, senest siden 2013 for førstnævnte og 2017 for sidstnævnte, haft stående på deres amerikanske produktside, at brugen kan give en øget risiko for udvikling af kræft[26][27]. Novo Nordisk mener at det kun er deres datterselskab Novo Nordisk USA der kan stilles til ansvar, og ikke Novo Nordisk[28].
- I 2004 blev Novo Nordisk ramt af en organ-doner skandale, da det kom frem at de havde modtaget 2500 hypofyse kirtler fra irske hospitaler til deres lægemiddelforskning, men uden patienternes samtykke. En irsk dommerundersøgelse viser, at Novo Nordisk og irske hospitaler sjældent fik tilladelse hos de efterladte til at udtage og bruge hypofyse-kirtler.[29][30]
- I 2017 fik Novo Nordisk ved en fejl lagt en række oplysninger fra op mod 95.000 jobansøgere fra forskellige lande frit tilgængeligt på Novo Nordisks hjemmeside, hvilket strider imod gældende lov, og blev indberettet til Datatilsynet[31]. Novo Nordisk har efter eget sigende taget skridt, som skal forhindre, at denne type datalæk kan ske igen.